# Kanton Digoin
Der Kanton Digoin ist seit 1790 ein französischer Wahlkreis im Arrondissement Charolles, im Département Saône-et-Loire und in der Region Bourgogne-Franche-Comté. Sein Hauptort ist Digoin.

## Gemeinden
Der Kanton besteht aus 15 Gemeinden mit insgesamt 17.903 Einwohnern (Stand: 1. Januar 2022) auf einer Gesamtfläche von 401,09 km²:
| Gemeinde              | Einwohner 1. Januar 2022 | Fläche km² | Dichte Einw./km² | Code INSEE | Postleitzahl |
| --------------------- | ------------------------ | ---------- | ---------------- | ---------- | ------------ |
| Bourbon-Lancy         | 4.656                    | 55,73      | 84               | 71047      | 71140        |
| Chalmoux              | 636                      | 38,47      | 17               | 71075      | 71140        |
| Cronat                | 510                      | 60,62      | 8                | 71155      | 71140        |
| Digoin                | 7.380                    | 34,72      | 213              | 71176      | 71160        |
| Gilly-sur-Loire       | 475                      | 22,63      | 21               | 71220      | 71160        |
| La Motte-Saint-Jean   | 1.186                    | 21,32      | 56               | 71325      | 71160        |
| Les Guerreaux         | 227                      | 20,01      | 11               | 71229      | 71160        |
| Lesme                 | 173                      | 5,08       | 34               | 71255      | 71140        |
| Maltat                | 280                      | 31,35      | 9                | 71273      | 71140        |
| Mont                  | 168                      | 16,18      | 10               | 71301      | 71140        |
| Perrigny-sur-Loire    | 140                      | 15,40      | 9                | 71348      | 71160        |
| Saint-Agnan           | 690                      | 25,72      | 27               | 71382      | 71160        |
| Saint-Aubin-sur-Loire | 267                      | 10,86      | 25               | 71389      | 71140        |
| Varenne-Saint-Germain | 692                      | 15,62      | 44               | 71557      | 71600        |
| Vitry-sur-Loire       | 423                      | 27,38      | 15               | 71589      | 71140        |
| Kanton Digoin         | 17.903                   | 401,09     | 45               | 7115       | –            |

Bis zur landesweiten Neuordnung der französischen Kantone im März 2015 gehörten zum Kanton Digoin die fünf Gemeinden Digoin, La Motte-Saint-Jean, Les Guerreaux, Saint-Agnan und Varenne-Saint-Germain. Sein Zuschnitt entsprach einer Fläche von 117,39 km km2. Er besaß vor 2015 den INSEE-Code 7117.

## Bevölkerungsentwicklung
| Jahr                       | 1962   | 1968   | 1975   | 1982   | 1990   | 1999   | 2007   |
| Einwohner                  | 12.011 | 12.693 | 13.701 | 13.617 | 12.704 | 11.520 | 11.272 |
| Quellen: Cassini und INSEE |        |        |        |        |        |        |        |